# Función poética
Función poética es el término con el que el lingüista Roman Jakobson designó en 1959, en el contexto de su explicación de cuáles son los factores involucrados en la comunicación verbal, la cualidad que tienen aquellos mensajes lingüísticos cuando se orientan de forma relevante, pero no única, hacia su propia forma. En este sentido, la «función poética» sería la función característica de la lengua literaria, en la que el factor dominante es la propia forma del mensaje. Es decir, es la que usa figuras retóricas principalmente.
Jakobson había esbozado su idea en distintos ensayos anteriores, siguiendo una vieja tesis también suya, formulada en su obra de 1919 Lengua poética de Xlebnikov. En 1921, por ejemplo, había definido la poesía como el lenguaje utilizado en su función estética, en tanto que se caracteriza por que su enunciado presta atención, ante todo, a la manera en que se expresa. Luego, en 1934, en su ensayo «Qu'est-ce que la poésie?», indicaba que, tratándose de la lengua literaria, la palabra se sentía también como tal palabra y no solo como elemento para designar lo nombrado.
Finalmente, durante la clausura de un Congreso sobre «Estilo del lenguaje», celebrado en Indiana en 1959, pronunció una conferencia titulada «Lingüística y Poética», de singular importancia teórica para la poética lingüística, pues convirtió su tesis de la «función poética» del lenguaje en un concepto central. Jakobson pretendía diferenciar el mensaje verbal literario de otros tipos de mensajes verbales, siempre con el horizonte más amplio de insertar la Poética literaria dentro de la Lingüística. En dicha conferencia, tras repasar los seis factores que intervienen en cualquier acto de comunicación verbal, Jakobson los asocia con las respectivas funciones, que vienen determinadas por los mismos (según un orden jerárquico), pero que no son exclusivos de cada uno de ellos. Para completar el esquema, añade el factor del «mensaje» e indica que la tendencia hacia el mismo como tal es lo que hace aparecer la «función poética».
Así establece que el medio del que hace uso la lengua literaria para atraer la atención sobre la forma del mensaje es la «recurrencia», esto es, la insistencia en lo ya dado a través de recursos tales como el paralelismo gramatical.
La función poética se utiliza preferentemente en la literatura, donde el acto de comunicación está centrado en el mensaje mismo, en su disposición, en la forma como este se trasmite. Entre los recursos expresivos utilizados están la rima, la aliteración, etc.

## Fuente
- Roman Jakobson, Ensayos de lingüística general, Barcelona, Ariel, 1984.

- Datos: Q9264610